# 453
453 (CDLIII) var ett normalår som började en torsdag i den julianska kalendern.

## Händelser

### Okänt datum
- Theoderik II efterträder sin bror Thorismund som kung över visigoterna.

## Födda
- Apollinaris av Valence, biskop i Valence.

## Avlidna
- Attila, kung över hunnerna.
- Pulcheria, östromersk kejsarinna.
- Thorismund, kung över visigoterna.